# Scrupariina
Scrupariina zijn een onderorde van mosdiertjes (Bryozoa) uit de orde van de Cheilostomatida. De wetenschappelijke naam ervan werd in 1941 voor het eerst geldig gepubliceerd door Silén.

## Superfamilies
- Scruparioidea Gray, 1848